# Adam Bareš
Adam Bareš (* 21. března 2004, Slaný) je český hokejový útočník hrající ve finském klubu Pelicans. V roce 2024 reprezentoval Česko na mistrovství světa juniorů v ledním hokeji. S týmem vybojoval bronzové medaile.

## Hráčská kariéra
Bareš debutoval v Liize v týmu Pelicans v sezóně 2023/24, kde nastoupil do 9 zápasů, ve kterých zaznamenal 1 gól.

## Reprezentační kariéra
Bareš v roce 2024 reprezentoval Česko na Mistrovství světa juniorů v ledním hokeji, kde v sedmi zápasech zaznamenal jeden gól a jednu asistenci. S týmem získal bronzovou medaili.

## Statistiky

### Reprezentace
| Rok                       | Tým                       | Soutěž                    | Z  | G | A | B | TM |
| ------------------------- | ------------------------- | ------------------------- | -- | - | - | - | -- |
| 2022                      | Česko 18                  | MS-18                     | 6  | 3 | 3 | 6 | 2  |
| 2024                      | Česko 20                  | MS-20                     | 7  | 1 | 2 | 3 | 0  |
| Juniorská kariéra celkově | Juniorská kariéra celkově | Juniorská kariéra celkově | 13 | 4 | 5 | 9 | 2  |